# جائزة إيطاليا الكبرى 1982
جائزة إيطاليا الكبرى 1982 هو سباق فورمولا 1 أقيم بتاريخ 12 سبتمبر 1982 في حلبة مونزا. كان الخامس عشر من أصل 16 في بطولة العالم لسباقات الفورمولا واحد موسم 1982. حلّ الفرنسي رينيه أرنو أولا بينما جاء الفرنسي باتريك تامباي في المركز الثاني وحصل على المركز الثالث الأمريكي ماريو أندريتي.